# Pavel Složil
Pavel Složil (n. 29 decembrie 1955, Opava, Ostrava region⁠(d), Cehoslovacia) este un fost jucător de tenis ceh de talie internațională. 
În anul 1978 a devenit campion la turneul de la Roland Garos în proba de dublu mixt cu Renáta Tomanová. Tot în acest an a fost component al echipei Cehiei, care în meciul pentru Cupa Davis, desfășurat la Praga, a învins echipa României cu scorul 5:0.
După retragerea sa a fost antrenorul lui Steffi Graf.

## Despre
- Radu Voia, Tenis. Mică enciclopedie. București, Ed. Sport-Turism, 1979